# 9521 Martinhoffmann
9521 Martinhoffmann eller 1980 FS1 är en asteroid i huvudbältet som upptäcktes den 16 mars 1980 av den svenske astronomen Claes-Ingvar Lagerkvist vid La Silla-observatoriet i Chile. Den är uppkallad efter den tyske astronomen Martin Hoffmann.
Asteroiden har en diameter på ungefär 3 kilometer.